# Christo Szopow
Christo Naumow Szopow (ur. 4 stycznia 1964 w Sofii) – bułgarski aktor. Wystąpił m.in. w filmach: Karol. Człowiek, który został papieżem oraz w Pasji Mela Gibsona.

## Wybrana filmografia
- 2015: Karbala jako kapitan Getow
- 2010: Champion 3: Odkupienie jako Kuss, naczelnik więzienia
- 2007: Farma skowronków jako Isman
- 2006: Nowe imperium jako Poncjusz Piłat
- 2005: Karol. Człowiek, który został papieżem jako Julian Kordek
- 2004: Pasja jako Poncjusz Piłat
- 2004: Slavata na Bulgaria
- 2004: Spartakus jako Maecenus
- 2004: Target of Opportunity jako Major Belov
- 2004: Phantom Force jako Komandor Vukorov
- 2003: Sledvay me jako Ivan
- 2003: Łowca obcych jako Nawigator Petrenko
- 2003: Odnaleźć przeznaczenie jako Człowiek
- 2003: Dragon Fighter jako Sergei Petrov
- 2002: Drapieżca 2 jako Gorshkov
- 2002: Pyton 2 jako Doktor
- 2002: Mroczna otchłań jako Digger
- 2001: Death, Deceit & Destiny Aboard the Orient Express
- 2001: Operacja Delta Force 4 jako Zakładnik
- 2001: Szara strefa jako Halivni
- 2001: Polowanie na rekina jako Justin French
- 2001: Miasto strachu jako Vasyl
- 2000: Projekt broń bogów jako Bułgarski oficer
- 2000: Ośmiornica jako Nawigator
- 2000: Agent Jej Królewskiej Mości